# 金介屎
金 介屎（きん かいし、キム ゲシ、ハングル：김개시　生年不詳 - 1623年）は朝鮮王朝時代中期の官女。名前の「介屎」は朝鮮語の「犬の糞」である「ケトン　개똥」を漢語風にしたものである。

## 生涯
彼女の出自は一切不明であるが、野史（公式な記録以外に作成された歴史書）によると、1600年前後に宮廷に女官として入ったとされる。そこで当時、世子（セジャ）であった光海君に出会い、彼付きの女官となり、仕えることになる。やがて、光海君の父である宣祖の目に留まり、「聖恩」（ソンウン、寵愛）を受け、特別尚宮（トクピョルサングン）になる（以後、「金尚宮」と呼ばれることになる）。
その後、金介屎は光海君を王位に就けるべく、光海君を支援する勢力と手を結び、反対勢力を退け、光海君即位後も宣祖の唯一の嫡子である永昌大君を死に追いやり、その母である仁穆王后を失脚、幽閉させることに成功した。しかし、1623年に起きた仁祖反正で一転し、主君である光海君は廃位され、彼女は李爾瞻らと共に処刑された。

## 参考資料
- 『朝鮮王朝史 上』李成茂著、日本評論社　2006年

## 金介屎が登場する作品
テレビドラマ
- 暴君 光海君（1986年、MBC、配役：ウォン・ミギョン）
- 宮廷女官キム尚宮（1995年、KBS、配役：イ・ヨンエ（子役：イ・ジョンフ））
- ホ・ギュン 朝鮮王朝を揺るがした男（2000年、KBS、配役：イ・ジュファ）
- 王の女（2003年、SBS、配役：パク・ソニョン）
- 王の顔（2014年、KBS2、配役： チョ・ユニ ※ 役名は「キム・カヒ」）
- 華政（2015年、MBC、配役：キム・ヨジン）
- 王になった男（2019年、tvN、配役：ミン・ジア）
- ポッサム〜愛と運命を盗んだ男〜（2021年、MBN、配役: ソン・ソンミ）